# Mandibettahalli, Pandavapura
Mandibettahalli là một làng thuộc tehsil Pandavapura, huyện Mandya, bang Karnataka, Ấn Độ.